# Mijnmonument Lauradorp
Het Mijnmonument Lauradorp is een gedenkmonument in de wijk Lauradorp in de Nederlandse gemeente Landgraaf. Het beeld staat aan de Olmenstraat en de Esdoornstraat in het zuidwesten van de wijk.

## Geschiedenis
Met de ontginning van de steenkolenlagen van het Zuid-Limburgs steenkoolbekken werden er van heide en ver mensen aangetrokken om te werken in de steenkolenmijnen die verspreid over Limburg gehuisvest werden. Vanaf 1922 bouwde de N.V. Laura & Vereeniging voor het personeel van de nieuwe steenkolenmijn Julia het mijnwerkersdorp Lauradorp.
Op 2 mei 2010 werd het mijnmonument onthuld. Het is van de hand van de Lauradorper Marianne van der Bolt. Het monument werd door mensen uit de wijk opgericht om te blijven herinneren aan het mijnverleden van de wijk.

## Kunstwerk
Het kunstwerk bestaat uit een holle tapse bronzen zuil met bovenop een schachtwiel (als boven in een schachttoren), waarbij de zuil verticaal in twee helften is gesplitst. De twee helften zijn binnenin de zuil met elkaar verbonden met als het ware de ondergrondse mijngangen. Op de zuil zijn er diverse reliëfs aangebracht die het verhaal van Lauradorp met haar verenigingsleven, religieuze leven en mijnverleden vertellen met kleine voorstellingen. Tussen deze voorstellingen zijn bronzen handen aangebracht die afgietsels zijn van de handen van oud-mijnwerkers en hun familie.